# Johannes Gohl
Johannes Hubertus Gohl (* 19. August 1908 in Lipke, Landkreis Landsberg (Warthe); † 15. Oktober 1982 in Northeim) war ein deutscher Stabsoffizier und Major der Wehrmacht.
Er war Teilnehmer des Polen- und des Italienfeldzuges und führte 1944 eine Offensive gegen US-amerikanische Einheiten, in deren Verlauf er die Höhe 327 bei Sogliano zurückeroberte. Ab Juni 1945 war er als Kriegsgefangener Kommandant des 9945th Port Battalion (Hafenbataillon) in Neapel.
Von 1952 bis 1968 war er als Staff Superintendent Leiter einer Deutschen Dienstorganisation der Britischen Streitkräfte in West-Berlin, aus der 1982 die 248 German Security Unit der Royal Military Police hervorging.

## Frühe Jahre
Johannes Gohl wuchs im damaligen brandenburgischen Kreis Landsberg (Warthe) als Sohn des Obergärtners Stanislav Gohl und dessen Frau Helene auf, die sich jedoch relativ früh trennten und schließlich scheiden ließen.
Mit seiner Mutter, die mit einem Schlachtermeister eine neue Ehe einging, zog Gohl nach Berlin-Pankow, wo er zunächst im Betrieb seines Stiefvaters mit aushalf. Er absolvierte eine kaufmännische Ausbildung, der er jedoch frühzeitig beendete und verpflichtete sich 1927 als 19-Jähriger zur Reichswehr.
Seine Grundausbildung absolvierte er bis Juli 1928 beim 9. Ausbildungs-Bataillon in Wünsdorf bei Berlin. Im Anschluss wurde er zur 5. Kompanie des 9. Infanterieregiments nach Berlin-Lichterfelde versetzt und im Oktober 1929 zum Oberschützen befördert.
Bereits im Herbst 1930 kehrte Gohl nach Wünsdorf zurück, wo er als Gefreiter Ausbilder im 9. Ersatzbataillon wurde. In derselben Einheit absolvierte er von November 1931 bis April 1932 den Unteroffiziers-Lehrgang, ehe er zu seinem inzwischen nach Potsdam verlegten Stammregiment zurückkehrte.
Unter dem Kommando von Generalmajor Ernst Busch wurde Gohl als Gruppenführer, später als Zugführer eingesetzt und schließlich im Mai 1935 zum Feldwebel befördert.

## Zweiter Weltkrieg

### Kampf um Höhe 327
1939 wurde Gohl im beginnenden Überfall auf Polen eingesetzt, der den Zweiten Weltkrieg auslöste. Ab November, inzwischen zum Stabsfeldwebel befördert, übernahm er beim Ersatz-Bataillon Potsdam eine Stelle als Ausbildungsleiter für Unterführer und Offiziersschüler, bevor er im Juni 1940 als Lehrkraft an die Kriegsschule Schwerin (Warthe) versetzt wurde.
Mit nur 32 Jahren erhielt er 1940 das Offizierspatent und die Beförderung zum Leutnant. Zu diesem Zeitpunkt war Gohl bereits mehrfach ausgezeichnet worden, u. a. mit dem Kriegsverdienstkreuz 2. Klasse.
Von Januar bis März 1941 wurde Gohl als Führer einer Genesenden-Kompanie in Potsdam eingesetzt, ehe er ab April Kompaniechef im Infanterie-Ersatz-Bataillon 178 wurde, das ebenfalls in Potsdam stationiert war.
Im Februar 1942 wurde er, inzwischen im Rang eines Oberleutnants, Adjutant beim wieder aufgestellten Feld-Ersatz-Regiment D/3, zu dessen Hauptaufgaben die Nachschub-Versorgung des Ostheeres gehörte. Im Oktober desselben Jahres wechselte Gohl als Hauptmann im Stabe zum neu aufgestellten Jägerregiment 721, welches sich bereits auf dem Weg nach Kroatien befand. Nur wenige Wochen später übernahm Gohl bis Dezember 1942 die vakante Stelle des Führers der 3. Kompanie. Mit seiner Einheit war er zunächst zur Bekämpfung der Partisanen des jugoslawischen Marschalls Josip Broz Tito eingesetzt, dessen Ergreifung er nur knapp verpasste.
Johannes Gohl wurde im Dezember 1942 Bataillonskommandeur des Jägerregiments 721 und mit seiner Einheit 1943 nach Italien verlegt. Im selben Jahr wechselte Gohl zudem seinen Status vom Kriegsoffizier zum aktiven Offizier.
Mit dem Marsch nach Italien war Gohl besonders harten Kämpfen mit US-amerikanischen und britischen Einheiten ausgesetzt. Er erhielt den Auftrag, die italienischen Höhen an der Adria-Front zu erobern, auf die sich besonders die USA strategisch konzentrierten. Die Höhen waren zuvor wechselseitig durch deutsche oder amerikanische Truppen erkämpft worden und wurden derzeit durch die Amerikaner gehalten.
Im Februar 1944 wurde Gohl bei einer Kampfhandlung schwer verletzt und zunächst in das Feldlazarett nach Rom verbracht, später nach Aschaffenburg und schließlich nach Potsdam verlegt. Erst im Mai konnte der Offizier sein Kommando wieder aufnehmen. Im selben Monat wurde er zum Major befördert.
Noch bevor er seinen neuen Auftrag, die Adria-Region bei der Höhe 327 zu erobern, umsetzen konnte, stand Gohl mit seiner Einheit einer Urgewalt von Überschwemmungen, Stürmen und bitterer Kälte gegenüber, was einem tatsächlichen Vorankommen in der Region Sagliano fast unmöglich machte. Jene Region bildete den wichtigen Übergang zur Gebirgsfront.
Am Rubikon, der in der Adria mündet und die einzige Möglichkeit des Erreichens Saglianos bot, traf Gohl auf Einheiten der 5. US-Armee, die die taktische Stellung um Höhe 327 noch immer hielten.
Ende Oktober 1944 befahl Johannes Gohl eine Offensive gegen die zahlenmäßig überlegenen US-Einheiten und entschied die als Nahkampf geführte Schlacht zunächst für sich. Gohls Regiment konnte 57 US-Amerikaner in Gefangenschaft nehmen und erzielte somit die höchste Gefangenenzahl, die jemals im Bereich der Höhen erhoben wurde.
Nur drei Tage später erfolgte ein Gegenangriff des britischen Kings Own Royal Regiment. Gohl setzte daraufhin Gebirgsjäger als seine letzte Reserve ein, die schließlich auch die Briten zum Rückzug zwangen. Bei dieser Aktion wurden weitere 32 Soldaten in Gefangenschaft genommen.
Nach dem Rückzug der Briten, musste Gohl, der ebenfalls massive Verluste zu beklagen hatte, schließlich die Frontlinie begradigen. Ab November 1944 vertrat er zudem den verwundeten Generalmajor Lothar Berger bis Januar 1945 vorübergehend als Regimentskommandeur, womit ihm nunmehr drei Bataillone und 17 Kompanien unterstanden.
Wo und unter welchen Bedingungen Gohl mit seiner Einheit den Winter 1944/1945 verbrachte, ist nicht überliefert. Auch das weitere Schicksal Gohls bis März 1945 ist nicht bekannt. Es wird davon ausgegangen. dass er sich den Gegebenheiten der veränderten Frontlinie anpassen musste. Inzwischen hatte sich das Königreich Italien der Allianz aus den USA, Großbritannien, Frankreich und Kanada angeschlossen, weshalb Wehrmachtsangehörige nunmehr im Land eines bisherigen Verbündeten, zu Getriebenen wurden.

### Kriegsgefangener und Hafenkommandant
Am 3. März 1945 geriet Johannes Gohl mit weiteren Kameraden, darunter Hauptmann Werner Heise, in US-amerikanische Gefangenschaft. Er wird zunächst nach Aversa verbracht und schließlich in das dortige Gefangenenlager PWE 334 eingeliefert.
In dieser Phase kam ihm zugute, dass er weder Angehöriger der SA oder der SS war. Auch eine einfache Parteimitgliedschaft in der NSDAP lag bei Gohl zu keinem Zeitpunkt vor, weshalb ihn die amerikanischen Militärbehörden höflich und korrekt behandelten und ihm alle Offizierspriveligien zubilligten. Schließlich stuften die Behörden Gohl als „unbedenklich“ ein.
Seit Mitte 1944 stand Neapel unter amerikanischer Hoheit und der Befehlsgewalt des Militärverwalters Charles Poletti, der die Aufgabe hatte, die neapolitanische Polizei und Verwaltung neu aufzubauen. Vor allem der für den Nachschub relevante Hafen Neapels galt für die USA als strategischer und logistischer Schwerpunkt. Wegen des noch immer anhaltenden Zweiten Weltkriegs schafften es die amerikanischen Stellen jedoch nicht, genügend Zivilisten am Hafen einzusetzen, um die Kriegsschiffe ihrer Marine zu löschen und neu zu beladen.
Um eigene Soldaten für den Kriegseinsatz freizuhalten, stellten die Amerikaner Einheiten aus vertrauenswürdigen deutschen Kriegsgefangenen zusammen, um diese logistische Herausforderung umzusetzen. Für Führungsaufgaben trat man insbesondere an Wehrmachts-Offiziere heran.
Inmitten dieser Auswahl fiel der 8. Mai 1945, an dem der Krieg in Europa mit der Ratifizierung der Urkunde zur bedingungslosen Kapitulation der Wehrmacht in Berlin-Karlshorst beendet wurde. Das Datum markiert zugleich die Befreiung vom Nationalsozialismus. Die übernommenen Aufgaben der USA bestanden jedoch weiterhin fort, weshalb sich die Lage für Johannes Gohl als Kriegsgefangener zunächst nicht änderte.
Am 16. Juni 1945 wurde Gohl zum Kommandeur des 9945th Port Battalion (Hafenbataillon) ernannt und war somit für die logistische Abwicklung der Nachschubversorgung der US-Streitkräfte mit verantwortlich.
Der Einsatz von Kriegsgefangenen geht auf die bereits am 13. April 1943 durch den britischen Generalleutnant Sir Frederick E. Morgan ausgearbeiteten Pläne zurück, die sich mit der Situation des vorzeitigen Endes des Zweiten Weltkriegs aufgrund des Zusammenbruchs des deutschen Widerstandes beschäftigten.
Morgans Behörde Chief of Staff to the Supreme Allied Commander initiierte später die Vorbereitung zur Umsetzung der Operation Overlord sowie der Operationen Talisman und Eclipse, aus der schließlich in den späteren Britischen und US-amerikanischen Sektoren, Alliierte Dienstgruppen (später: Deutsche Dienstorganisationen) gebildet wurden. Auf dieses Weise konnten die Alliierten ihre eigenen Soldaten für originäre Aufgaben freihalten.
Im Februar 1946 wurde Gohl von seinem Kommando entbunden und in das Entlassungslager nach Pisa verbracht. Am 10. April verlegten ihn die amerikanischen Behörden zurück nach Deutschland, wo er zwei Tage später eintraf. Seine letzten Tage als Kriegsgefangener verbrachte er im Quarantänelage in Löbau, ehe er schließlich am 12. Mai 1946 endgültig entlassen wurde.
| Oberschütze    | 1. Oktober 1929  |
| Gefreiter      | 1. Oktober 1931  |
| Oberjäger      | 1. Oktober 1933  |
| Feldwebel      | 1. Mai 1935      |
| Oberfeldwebel  | 1. November 1938 |
| Stabsfeldwebel | 1. Oktober 1939  |
| Leutnant       | 1. Juli 1940     |
| Oberleutnant   | 1. Oktober 1941  |
| Hauptmann      | 1. Dezember 1941 |
| Major          | 1. Mai 1944      |

## Nachkriegszeit
Nach seiner Rückkehr in die Heimat zog Gohl mit seiner Familie zu seiner Schwiegermutter in das Hansaviertel in Berlin-Charlottenburg und meldete sich arbeitslos. Da seine Heimatstadt Lipke nunmehr zu Polen und somit zur sowjetischen Gebietshoheit zählte, erhielt Gohl außerdem den Status eines Vertriebenen der Kategorie C.
Am 13. April 1947 trat er bei der Spedition TRAWEST eine Stelle als Lagerarbeiter an und qualifizierte sich im November 1948 zum Lagerverwalter. Kurze Zeit später übernahm er die Position eines Disponenten. Im Juli 1950 schied er aus dem Unternehmen aus, nachdem er dort Unregelmäßigkeiten aufdeckte und die Verantwortlichen damit konfrontierte.

### German Service Organisation
Wie in Westdeutschland auch, bildeten die Britischen Streitkräfte in West-Berlin Deutsche Dienstorganisationen, die ab dem 21. Oktober 1950 in die German Service Organisation (GSO) zusammengeführt wurden. Die USA und Großbritannien entschieden sich zudem, neue Teil-Einheiten aus den bereits bestehenden Strukturen zu bilden, die, uniformiert und bewaffnet, den Schutz ihrer wichtigsten Liegenschaften übernehmen sollten.
Für den Britischen Sektor erließ der Stabschef der Rheinarmee am 18. Oktober 1950 den Befehl zur Aufstellung der German Service Organisation Berlin (Watchmen’s Service), Kurzform: GSO Berlin (W.S.), zum 1. Dezember.
Die neue GSO Berlin (W.S.) wurde mit einer Gesamtstärke von 350 Mann in zwei Kompanien mit jeweils einer Stabsabteilung und vier Zügen aufgestellt, deren Angehörige mit eigens eingefärbter britischer Militärkleidung sowie Lang- und Kurzwaffen ausgestattet wurden. Sie entsprach nach Struktur und Organisation einer militärischen Einheit, auch wenn die Wachleute formal keine Soldaten, sondern deutsche Zivilbeschäftigte waren. Der Watchmen’s Service war als paramilitärische Einheit zudem eine Independent Unit (Unabhängige Einheit) der Britischen Streitkräfte, der im steten Wechsel verschiedenen Regimentern zugeordnet wurde.
Die Rheinarmee stellte bereits im Vorfeld einen Aufbaustab aus vertrauenswürdigen ehemaligen Wehrmachtsoffizieren zusammen, die die Leitungsebene der neuen Einheit übernehmen sollten.
Johannes Gohl und sein früherer Kriegskamerad Werner Heise wurden zum 16. November 1950 in den Aufbaustab berufen.
Mit der offiziellen Indienststellung des neuen Watchmen’s Service der GSO Berlin am 1. Dezember 1950, wurde Gohl zum Superintendent (äquivalent mit einem Oberleutnant) ernannt und als Zugführer sowie stellvertretender Kompaniechef eingesetzt.
Standortkaserne der GSO Berlin (W.S.) wurden die Smuts Barracks im Berliner Ortsteil Wilhelmstadt des Bezirks Spandau. Dort übernahm die neue Einheit zunächst neun Gebäude, darunter den Kitcheners Block, den die Formation bis zu ihrer Demobilisierung 1994 nutzte.
Primäre Aufgabe Einheit war der Schutz und die Bewachung der wichtigsten Kasernen und Liegenschaften, um die in der Stadt eingesetzten Soldaten für deren originäre Aufgaben freizuhalten. In den 1950er Jahren konzentrierten sich die Schutzaufgaben vor allem auf die zahlreichen Kohlelager, da es sich bei Kohle um den am dringendsten benötigten Rohstoff jener Zeit handelte. Zu den weiteren Wachobjekten zählten auch das Britische Hauptquartier am Berliner Olympiastadion, Munitionsdepots und Kraftstofflager sowie das Britische Militärkrankenhaus.
Die rechtliche Aufgabenzuweisung ergab sich vor allem durch die Allied Kommandatura Berlin/Order (BK/O) und deren nachgeordneten Dienstvorschriften.
1952 wurde Gohl zum Staff Superintendent befördert und zum Einheitsführer ernannt, nachdem der bisherige Dienststellenleiter in den Ruhestand trat. Mit dem neuen Rang, der einem Major entsprach, erhielt er zudem seinen alten Dienstgrad zurück.

#### Wirken als Einheitsführer
Gohl setzte bereits unmittelbar nach seinem Dienstantritt mit der Errichtung einer Hundestaffel ein wesentliches Projekt um, das letztlich mit dazu führte, dass der Watchmen’s Service 1968 in eine formale Wachpolizei umgewandelt wurde. Die intern als Biters & Barkers (Beißer und Beller) bezeichneten Schutz- und Wachhunde blieben bis zur Demobilisierung der späteren 248 German Security Unit ein festes Aushängeschild der Einheit, deren Hundeführer im Laufe der Zeit zahlreiche Auszeichnungen bei Internationalen Vergleichswettkämpfen, u. a. beim Biathlonwettbewerb der Rheinarmee am Standort Sennelager gewonnen haben. Die Tiere waren rechtlich durch das Militär als Waffe und nicht als Hilfsmittel eingestuft, was auch Auswirkungen auf die Androhung eines Hundeeinsatzes gegen Personen hatte.
Bereits 1953 absolvierten die ersten Hundeführer die entsprechenden Ausbildungslehrgänge.
1952 war Johannes Gohl Gründungsmitglied des eingetragenen Vereins G.S.O.-Club Berlin, bei dem es sich um die erste Betriebssportgemeinschaft der Einheit handelte, welche sich am Spandauer Pichelssee auf den Wassersport fokussierte. Gohl wollte seinen Männern nicht nur einen angenehmen Freizeitausgleich, sondern auch ein harmonisches Miteinander verschaffen.
Innerhalb des Vereins nahm Gohl auch mehrere verantwortliche Positionen ein, so als Vorsitzender (1952–1957) und auch als Chef des Ältestenrates (1958–1959, 1965–1970). Ab 1970 war er schließlich Ehrenmitglied, bis er den Verein wegen seines Weggangs aus Berlin verließ.
Aus ihm ist der noch heute existierende Wassersport-Club Grün-Silber-Orange e. V. hervorgegangen.

#### Bewerbung bei der Bundeswehr
Mit der Konkretisierung des Aufbaus einer neuen deutschen Streitkraft, die sich zunächst in der sogenannten Europaarmee wiederfinden sollte, wurden auch ehemalige Wehrmachtsoffiziere angesprochen, um ihre Erfahrungen mit einzubringen. Schließlich bewarb sich Gohl im März 1954 für eine Verwendung.
Er wurde seitens der Britischen Streitkräfte zunächst unterstützt und erhielt auch von seinem Regimentskommandeur ein Empfehlungsschreiben, das seine Führungskompetenz unterstrich. Tatsächlich wurde er durch das neu gegründete Bundesministerium für Verteidigung in die engere Auswahl gezogen und nach Kassel eingeladen, wo sich der ehemalige Wehrmachtsoffizier einem Prüfungsverfahren unterzog.
Im Oktober 1956 wurde Gohl in einer ersten Welle durch das Bundesverteidigungsministerium zurückgewiesen, was mit einer „Fülle von Bewerbungen im Bereich des Eingangsamtes für Stabsoffiziere“ zusammenhing. Nur drei Monate später, im Januar 1957, wurde Gohl endgültig abgelehnt.
Aus historischer Sicht ist nicht ausgeschlossen, dass die Britischen Streitkräfte den Weggang des Einheitsführers verhindert haben.

#### Umstrukturierung der Einheit
1956 wurde der Watchmen’s Service auf 156 Mann reduziert und eine komplette Kompanie aufgelöst, was im Einklang mit der Aufstellung der Bundeswehr einherging. Viele der bisherigen GSO-Angehörigen wanderten somit zur neuen deutschen Armee, aber auch zum ebenfalls neu aufgestellten Hilfspolizeiwachtdienst der Berliner Polizei ab. Auch Werner Heise, Kriegskamerad Gohls, entschied sich für die Bundeswehr und verließ die German Service Organisation.
Ende der 1950er Jahre begann für Johannes Gohl ein beruflicher Tiefgang und sein Bestreben, den Watchmen’s Service in eine Polizeieinheit umzuwandeln, rückte somit in weite Ferne. Nach den vielen Abgänge zur Bundeswehr und zur Polizei, konnten einige Mitarbeiter, die sich im August 1961 im Ostteil der Stadt aufhielten, wegen der plötzlichen Abriegelung des sowjetischen Sektors und des sich anschließenden Baus der Berliner Mauer, nicht mehr nach West-Berlin zurückkehren. Dieser Umstand führte auch dazu, dass vor allem der ebenfalls betroffene Öffentliche Dienst, mit lukrativen Angeboten lockte und somit weitere Angehörige der Einheit abwarb. Erst Ende der 1960er Jahre gelang es wieder, mehr Einstellungen vorzunehmen. Zeitgleich wurden durch die britische Militärregierung weitere Maßnahmen getroffen, um die Attraktivität der Einheit zu steigern.
Gohl wandte sich auch dem neuen zwischen der Brigade und den Zivilbeschäftigten der GSO geschlossenen Berliner Tarifvertrag zu, der ein Jahr später in Kraft trat und vor allem Nachteile gegenüber den Soldaten ausgleichen sollte. Durch den Vertrag wurden nunmehr die Angehörigen der German Service Organisation auch offiziell als Zivilbeschäftigte eingestuft, womit die Einheit ihren paramilitärischen Charakter verlor. Zudem durften die Beschäftigten erstmals einen Betriebsrat als Arbeitnehmervertretung wählen. Weiterhin untersagt blieb jedoch das Organisieren in Gewerkschaften.
1968 trat Johannes Gohl in den gesetzlichen Ruhestand und schied aus der German Service Organisation aus. Kurze Zeit später wurde der Watchmen’s Service unter der neuen Bezeichnung German Service Unit (Berlin) in eine Wachpolizei umgewandelt.

## Privates
Johannes Gohl war seit November 1935 mit seiner Frau Margot (1914–1997) verheiratet, die er während seiner Berliner Dienstzeit Mitte der 1930er Jahre kennenlernte. Aus der Ehe gingen die Söhne Wolfgang (1936–2000) und Hans-Joachim (* 1940) hervor, die zunächst beide eine Militärlaufbahn einschlugen. Mit seiner Familie lebte Gohl bis 1970 in Berlin, seit Januar 1967 im Bezirk Spandau. Drei Jahre später siedelte er mit seiner Familie nach Niedersachsen um, wo sein älterer Sohn stationiert war. Er blieb seiner Leidenschaft, dem Wassersport, auch als Rentner verbunden und betätigte sich zudem als passionierter Angler.
Johannes Gohl starb im Oktober 1982 im Alter von 74 Jahren an den Folgen einer Herzerkrankung. Er ruhte neben seiner nachverstorbenen Frau auf dem Hauptfriedhof in Northeim. Die Grabstelle ist inzwischen erloschen und wurde, nach einer 40-jährigen Ruhezeit, 2022 eingeebnet.
Gohls Sohn Hans-Joachim hält als Zeitzeuge und Unterstützer des Projekts GSU History das Andenken seines Vaters aufrecht.

## Auszeichnungen
- Dienstauszeichnung IV. Klasse (1936)
- Kriegsverdienstkreuz II. Klasse mit Schwerter (1940)
- Eisernes Kreuz II. Klasse (1943)
- Infanterie-Sturmabzeichen (1943)
- Eisernes Kreuz I. Klasse (1944)
- Verwundetenabzeichen in Schwarz (1944)
- Leistungsabzeichen der GSO (1955)
- Meritorious Service Certificate Award (1963)
- Ehrennadel in Gold des Wassersport-Clubs Grün-Silber-Orange e. V. (1964)